# یاسینیا
یاسینیا (به لاتین: Yasinia) یک منطقهٔ مسکونی در اوکراین است که در رکیو رایان در استان زاکارپاتیا واقع شده‌است. یاسینیا ۸٬۵۹۶ نفر جمعیت دارد و ۹۳۱ متر بالاتر از سطح دریا واقع شده‌است.